# Alberto Lupo
Alberto Lupo, nacido como Alberto Zoboli (Génova, 19 de diciembre de 1924 - San Felice Circeo, 13 de agosto de 1984) fue un actor italiano de teatro, cine y televisión.

## Filmografía parcial
- Ulisse, de Mario Camerini (1954) - Uno de los pretendientes de Penélope (no acreditado)
- Uomini ombra (1954) - Narrador (no acreditado)
- L'ultima violenza (1957) - Mauri
- Erode il grande (1958) - Aronne / Aaron
- Lupi nell'abisso (1959) - Radiotelegrafista
- La battaglia di Maratona, de Jacques Tourneur, Bruno Vailati y Mario Bava (1959) - Milziade
- Seddok, l'erede di Satana (1960) - Profesor Alberto Levin
- Teseo contro il minotauro (1960) - Chirone
- Le baccanti (1961) - Pentheus
- Il sicario, de Damiano Damiani (1961)
- Drakut il vendicatore (1961)
- Ursus nella valle dei lioni (1961) - Ayak
- Rocco e le sorelle (1961)
- La monaca di Monza (1962) - Giudice
- Lasciapassare per il morto (1962) - Maurizio
- Zorro alla corte di Spagna (1962) - Miguel
- La congiura dei dieci (1962)  - Andrea Paresi
- Gli italiani e le donne (1962) - Alberto (episodio "Chi la fa l'aspetti")
- Un alibi per morire (1962)
- Tempo di Roma (1963) - Paolino
- The Shortest Day (1963) - Oficial (no acreditado)
- Rocambole (1963) - Barón Rudolf Keller
- Beta Som (1963) - Magri
- La porteuse de pain (1963) - Étienne Castel
- Coriolano eroe senza patria (1964) - Sicinio
- La cittadella (1964, miniserie) - Dr. Andrew Manson
- Il Leone de Tebe, de Giorgio Ferroni (1964) - Menelao
- Genoveffa di Brabante (1964) - Conde Sigfrido di Treviri
- Il figlio di Cleopatra (1964) - Octavian
- 008: Operation Exterminate, de Umberto Lenzi (1965) - Frank Smith, Agente 606
- The Agony and the Ecstasy (1965) - Duque de Urbino
- Le notti della violenza (1965) - Comisario Ferretti
- Spiaggia libera (1965) - El ingeniero
- Django spara per primo, de Alberto de Martino (1966) - Doc
- Io ti amo (1968) - Príncipe Tancredi di Castelvolturno
- Action (1980) - Joe